# Urubupunga Airport
Urubupunga Airport är en flygplats i Brasilien.   Den ligger i kommunen Castilho och delstaten São Paulo, i den södra delen av landet, 700 km sydväst om huvudstaden Brasília. Urubupunga Airport ligger 358 meter över havet.
Terrängen runt Urubupunga Airport är platt. Närmaste större samhälle är Três Lagoas, 14,3 km väster om Urubupunga Airport.
Omgivningarna runt Urubupunga Airport är huvudsakligen savann. Runt Urubupunga Airport är det glesbefolkat, med 15 invånare per kvadratkilometer.